# Anoplomerus rotundicollis
Anoplomerus rotundicollis är en skalbaggsart som beskrevs av Guérin-Méneville 1844. Anoplomerus rotundicollis ingår i släktet Anoplomerus och familjen långhorningar.
Artens utbredningsområde är Paraguay. Inga underarter finns listade i Catalogue of Life.